# 5329 Decaro
5329 Decaro este un asteroid din centura principală de asteroizi.

## Descriere
5329 Decaro este un asteroid din centura principală de asteroizi. A fost descoperit pe 21 decembrie 1989 la Siding Spring de Robert H. McNaught. Asteroidul prezintă o orbită caracterizată de o semiaxă mare de 2,61 ua, o excentricitate de 0,27 și o înclinație de 13,4° în raport cu ecliptica.